# الکساندریا (نیوجرسی)
الکساندریا (به انگلیسی: Alexandria Township) شهری در ایالت نیوجرسی کشور ایالات متحده آمریکا است که جمعیت آن در سرشماری سال ۲۰۱۰ میلادی، ۴٬۹۳۸ نفر بوده‌است.